# Есмеральдас (річка)
Річка Есмеральдас — це еквадорська річка, що належить до тихоокеанського басейну.
Річка дає назву місту та однойменній провінції.

## Опис
Річка Есмеральдас утворюється від злиття приток Бланко та  Гуайлабамба. Річка має також притоки Кананде, Тоачі та Кінінде . Довжина річки приблизно 320 км   . Територія річкового басейне становить 21 418 км². Середні витрати річки у гирлі становлять 680 м³ / с, що робить її однією з найповноводніших річок Еквадору.
Есмеральдас починається в гірському масиві Еквадорських Анд, зі схилів вулканів Каямбе, Антісана,  Котопахі,   Атакасо і Пічінча. Напрям течії зі сходу на північний захід. Живлення річки змішане: снігове, дощове та підземними водами. 
Річка має важливе значення для зрошування  сільськогосподарських територій. Русло річки судноплавне з початку утворення річки, тобто з місця, де зливається Гвайлабамба та Бланко. 

## Екологія
У 1998 році в районі міста Есмеральдас трапилась аварія на нафтопроводі, що призвело до запалення нафти по акваторії річки та узбережжя Тихого океану. Були людські жертви (20 загиблих і більше сотні поранених) та знищення 80 % мангрових лісів.
16 березня 2025 року в річку потрапила велика кількість нафти, через розрив Трансеквадорського нафтопроводу, спричинений зсувом ґрунту після сильних дощів.
В річку скидаються води з нафтопереробного заводу Termoesmeraldas та побутові відходи з каналізації. Муніципальний департамент навколишнього середовища провінції Есмеральдас стверджує, що феноли промисловості виснажують кисень у воді та спричиняють загибель тваринних та рослинних видів. Важкі метали, які потрапляють у річку з забрудненими водами, осідають на її дно.

## Тваринний світ
Річка тече через екваторіальні ліси та савани. У низовині Есмеральдас  існує 110-120 видів дерев.  Мангрові зарості знаходяться в гирлі Есмеральдаса.  У гирлі річки Есмеральдас мешкають щонайменше 25 видів птахів, що занесено до охоронного каталогу Еквадору.